# Камёнка-Велька (гмина)
Гмина Камёнка-Велька (пол. Gmina Kamionka Wielka) — сельская гмина (волость) в Польше, входит как административная единица в Новосонченский повет, Малопольское воеводство. Население — 9070 человек (на 2004 год).

## Сельские округа
1. Богуша
2. Ямница
3. Камёнка-Мала
4. Камёнка-Велька
5. Крулёва-Гурна
6. Крулёва-Польска
7. Мшальница
8. Загуры
9. Мысткув